# Сад Вортекс
Сад Вортекс (нем. Vortex Garten) — общественный парк в городе Дармштадт, Германия. Это пантеистический, пермакультурный сад в Матильденхёэ, вдохновлённый открытиями Виктора Шаубергера. Сад расположен чуть ниже церкви Святой Марии Магдалины и является собственностью Генри Нольда. В нём представлены работы таких скульпторов как Джон Уилкс (англ. John Wilkes), Джакопо Фоджини (итал. Jacopo Foggini), Жером Абель Сегуин (фр. Jerome Abel Seguin) и Хёсон Хён (Hyesung Hyun).

## Концепция

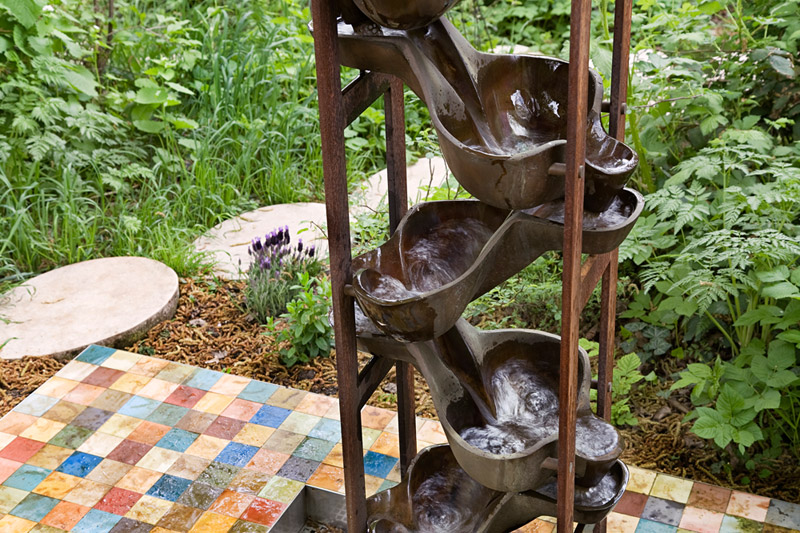
Скульптура в саду Вортекс. Медь.

Термин «Вортекс» (нем. Vortex — вихрь) указывает на крутящееся или вихревое движение. Для владельца сада он обозначает спирали или винтообразные формы, порождая аллюзии на ДНК, строительные блоки жизни.

## Исторический контекст
Сад Вортекс, так же как и «дом Хубертуса», построенный в 1921 году архитектором Яном Хубертом для семьи Дифенбах, является примером новой формы «сакральной топографии», данью реформаторскому движению, которое видело себя альтернативой как коммунизму, так и капитализму.

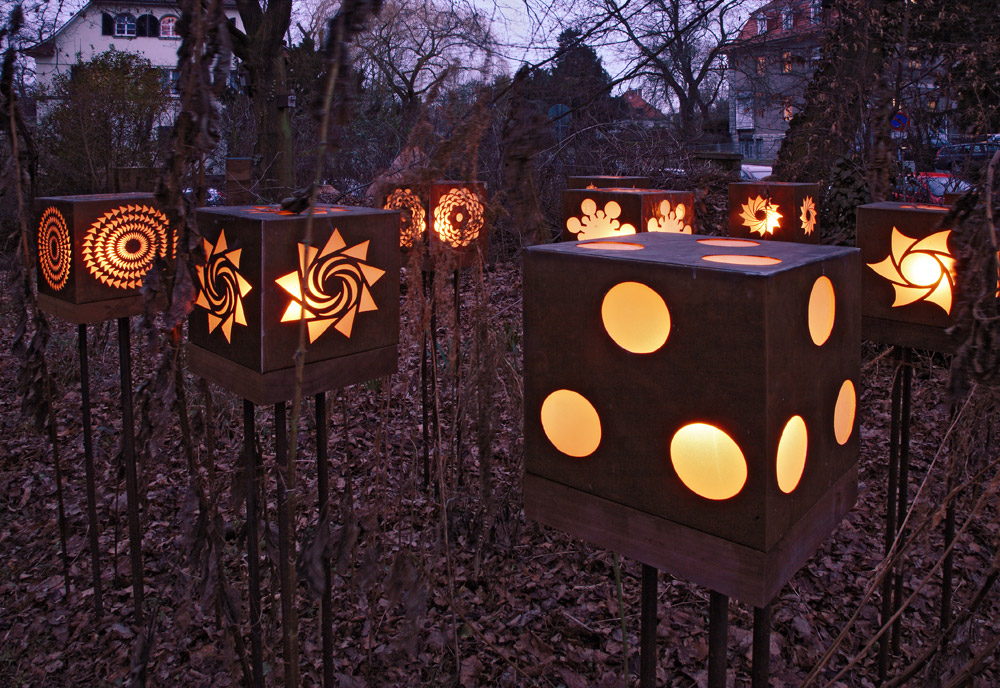
Пиктограммы в саду Вортекс

Харизматический эффект колоний немецких и швейцарских художников в Матильденхёэ, Ворпсведе, Амдене и Монте Верита питал творчество богемы и свободных мыслителей и способствовал появлению утопических проектов и нового контекста альтернативной мысли в Европе.
Таким образом анархисты, натуристы, феминисты, дадаисты, пацифисты, масоны, теософы и просто ищущие люди пытались найти утраченный рай. Этих людей привлекал дух утопии и новое определение своего «я», которые они пытались реализовать, создавая свою собственную мифологию, отдалённую от традиционного уклада жизни того времени. Сад Вортекс создан как такое место, где невидимые энергии взаимодействуют и проявляются при их осмыслении.

## Геометрия и нумерология

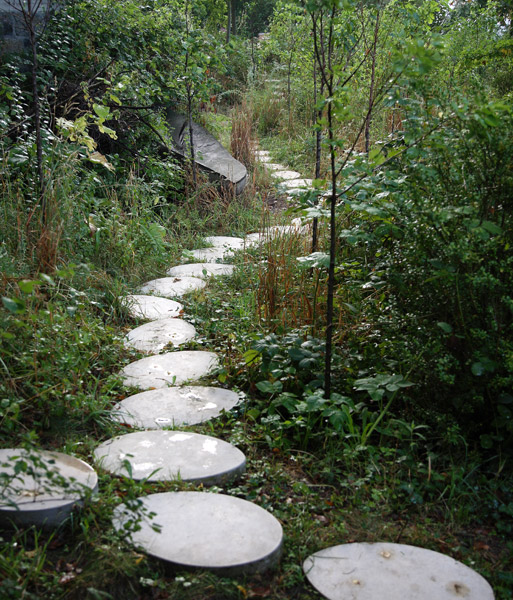
Яйцеобразная геометрия

Ещё одним вопросом, который исследуется в саду Вортекс, является сакральная геометрия и космологические отношения чисел, такие как золотое сечение и происходящие от них числа Фибоначчи. Такие числа часто встречаются в агроглифах, которые мистическим образом каждый год возникают на полях вплоть до уборки урожая. Уменьшенные версии таких кругов на полях увековечены в саду в форме мозаики и пиктограмм из черепицы, а также в скульптуре.
Сложные узоры таких агроглифов имеют упорядочивающий декоративный эффект на среду, в которой они расположены. Как например на лестнице бокового входа, где вереница выгравированных бронзовых монет, чередуясь, создаёт 48 разнообразных агроморфных пиктограмм.
Мозаика из известняковых плит в форме кругов на поле, которая располагается в павильоне, была вдохновлена фотографией летнего домика Гёте в Веймаре, где изображена пентаграмма из камня.
108 яйцеобразных дорожных камней, расположенных вокруг дома, символизируют пробуждение Луны, а также напоминают о её радиусе, составляющем 1080 миль, и атомном весе серебра, 108 г/моль.

## Бионика и пермакультура
В бассейнах, созданных Джоном Вилкесом, вода образует лемнискатные узоры различных ритмов, в соответствии с разными размерами бассейнов. Фонтаны снабжаются дождевой водой из трёх ёмкостей, которая, после использования в бассейнах, подаётся для орошения сада.
Вортекс сад функционирует на принципах пермакультуры. Значительное количество мёртвой древесины обеспечивает хорошие условия для развития микроорганизмов в этом городском саду.

## Яйцеобразные элементы

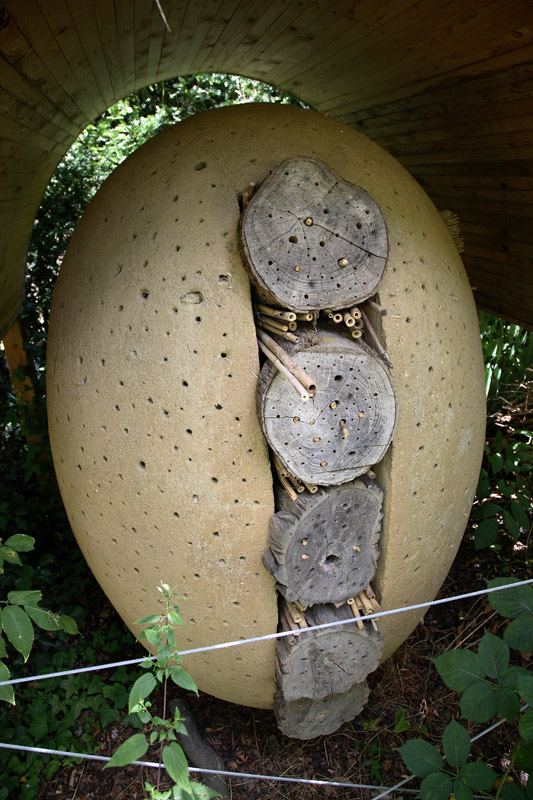
Гостиница для насекомых из глины и дерева

Пруд, выкопанный в похожей на кратер, яйцевидной форме и обрамлённый округлой деревянной дорожкой с пурпурной скульптурой Джакопо Фоджини, стилизирован под руническое упражнение «воронки», которые были вкопаны в землю для занятий гимнастикой. Медная воронка на трёх ножках с колоколообразным и спирально закрученным потоком воды, придаёт саду жизненной силы.
В саду располагается гостиница для насекомых в виде множества коротких брёвен с тысячами отверстий, в которых насекомые оборудуют свои жилища. Глиняное яйцо высотой почти два метра также создано для пчёл и других насекомых. Для медоносных пчёл в саду установлены несколько мелкоячеистых ящиков.